# Biosteres micans
Biosteres micans är en stekelart som först beskrevs av Stelfox 1957.  Biosteres micans ingår i släktet Biosteres och familjen bracksteklar. Inga underarter finns listade.